# Bahnhof Dirmstein
Der ehemalige Bahnhof der rheinland-pfälzischen Ortsgemeinde Dirmstein, vor Ort Alter Bahnhof genannt, ist ein unter Denkmalschutz stehendes Gebäudeensemble. Gebaut 1890, wurde er von 1891 bis 1939 im Zusammenhang mit der damaligen Lokalbahn als Durchgangsbahnhof betrieben. Heute steht die Anlage in kommunalem Eigentum und wird als Unterkunft für Migranten und Asylsuchende genutzt.

## Geographische Lage
Der Alte Bahnhof steht nordöstlich des historischen Ortskerns auf der Nordseite der Obersülzer Straße (Hausnummer 2), die mit der Landesstraße 453 identisch ist, und westlich der Abzweigung der Friedhofstraße auf einer Höhe von 107 m ü. NHN. Schräg gegenüber mündet vom Ortszentrum her die nach dem Gebäude benannte Bahnhofstraße. Während seiner Betriebszeit lag der Bahnhof etwa 300 m außerhalb der geschlossenen Wohnbebauung. Mit einer Ausnahme – das Anwesen Obersülzer Straße 1 gegenüber dem Bahnhof geht auf die Gründerzeit zurück – stammen die umliegenden Häuser sämtlich aus der Zeit nach dem Zweiten Weltkrieg.

## Anlage
Das späthistoristische Ensemble besteht aus drei Komponenten. Der Hauptbau, das zweieinhalbgeschossige Stationsgebäude, ist baugleich mit demjenigen des Bahnhofs von Großkarlbach, der an derselben Strecke liegt. Es besitzt ein traufständiges Satteldach. Die zweifarbige Backsteinfassade ist im Stil der Neorenaissance durch behauene Sandsteine gegliedert, der östliche Teil der Fassade wird beherrscht von einem Giebelrisalit, das zur Straße ein Dachgeschoss abschließt. Westlich angebaut wurde der im gleichen Stil gehaltene Güterschuppen. Die Anlage wurde vervollständigt durch ein ebenfalls bis heute vorhandenes Ökonomiegebäude.
In seiner Übereinstimmung mit dem Stationsgebäude von Großkarlbach ist der Dirmsteiner Bahnhof ein markantes Beispiel für die in der Bahnhofsarchitektur übliche Typenbauweise.

## Geschichte

### Pläne

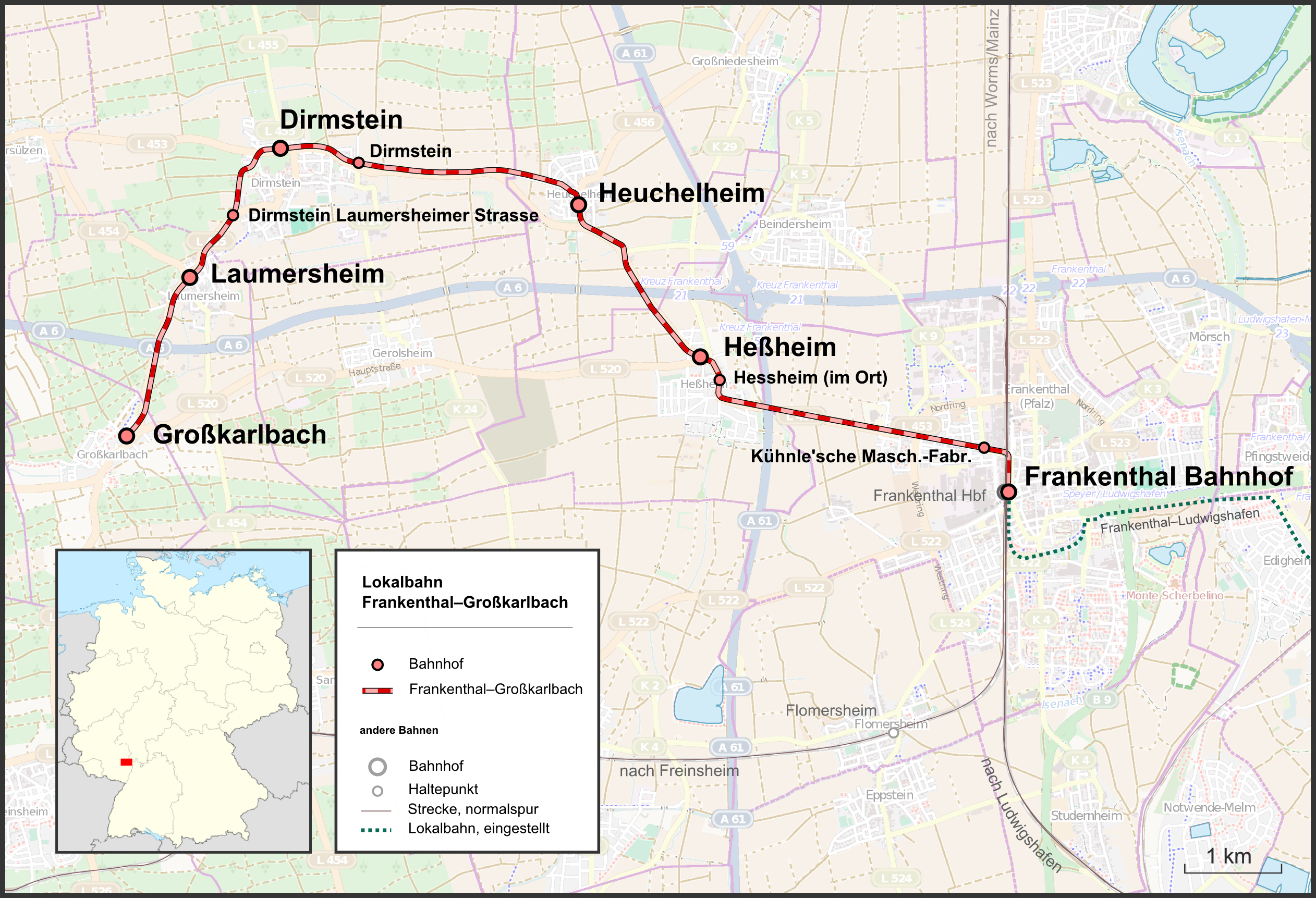
Bahnhof Dirmstein nach 2/3 der Strecke

Ende der 1880er Jahre wurde geplant, im Einzugsgebiet von Ludwigshafen ein Eisenbahnnetz für Schmalspurbahnen mit 1000 mm Spurbreite zu schaffen. Die Strecken waren vor allem dazu gedacht, Pendler aus den umliegenden Orten zur BASF zu bringen. Eine der Strecken sollte von Frankenthal aus die Gemeinden westlich der Stadt anschließen. Der Verlauf über die bevölkerungsreichste Gemeinde Dirmstein hinaus stand jedoch nicht von Anfang an fest; eine Verlängerungsvariante sah einen Anschluss von Obersülzen vor, eine andere hingegen den von Großkarlbach. Dabei wurde auch eine Durchbindung bis nach Grünstadt ins Auge gefasst, die indessen nie verwirklicht wurde. Die Variante mit dem Endpunkt Großkarlbach setzte sich schließlich durch.

### Errichtung
Der Bahnhof Dirmstein wurde 1890 durch die Eisenbahn-Actien-Gesellschaften Ludwigshafen errichtet, die für den Betrieb der Lokalbahn, der im Folgejahr aufgenommen wurde, verantwortlich waren. Die Lokalbahn war eine eingleisige Schmalspurstrecke. Sie führte ab 1. Juli 1891 vom Frankenthaler Bahnhof, wo die Anbindung an die Bahnstrecke Mainz–Ludwigshafen erfolgte, westwärts über Heßheim, Laumersheim und Dirmstein bis nach Großkarlbach. War in Dirmstein der Bahnhof in den Anfangsjahren des Bahnbetriebs der einzige örtliche Halt, so kamen später die Haltepunkte Heuchelheimer Straße (im Nordosten der Gemeinde) und Laumersheimer Straße (im Südwesten) hinzu.
1922 wurde der Bahnhof in die neu gegründete Reichsbahndirektion Ludwigshafen eingegliedert. Als diese aufgelöst wurde, wechselte er zum 1. April 1937 in den Zuständigkeitsbereich der Direktion Mainz.

### Verkehr
Zur Zeit der Eröffnung verkehrten täglich fünf Zugpaare. Die Fahrt über die 8,25 km nach Frankenthal dauerte von Dirmstein aus anfangs 34 Minuten, 1918 hatte sich die Zeit auf 42 Minuten erhöht, weil mehr Haltepunkte bedient wurden. 1937 existierten elf Zugpaare, die Fahrt zwischen Dirmstein und Frankenthal dauerte in der Regel etwas mehr als 30 Minuten.
Die Gleisanlagen verliefen vor dem Bahnhof unmittelbar neben dem nördlichen Straßenrand. Für den Güterverkehr der örtlichen landwirtschaftlichen Genossenschaft stand ein eigenes Ladegleis zur Verfügung; dort wurden vor allem landwirtschaftliche Produkte, beispielsweise Wein, verladen.

### Stilllegung
Nach 48 Betriebsjahren wurde die Lokalbahnstrecke am 14. Mai 1939 stillgelegt. In Dirmstein erinnern an sie außer dem ehemaligen Bahnhof noch die Bahnhof- und die Lokalbahnstraße. Die Gleisanlagen wurden in den Jahren nach der Stilllegung Stück für Stück abgebaut. Das ehemalige Gleisgelände befindet sich, soweit es neben der Obersülzer Straße verläuft, heute im Eigentum der Deutschen Bahn.

### Fliegermord
Am 21. Februar 1945, kurz vor dem Ende des Zweiten Weltkriegs, wurde hinter dem Ökonomiegebäude des Bahnhofs einer der sogenannten Fliegermorde verübt. Dabei erschossen die Dirmsteiner Adolf Wolfert, Ortsgruppenleiter der NSDAP, und Georg Hartleb, Bataillonskommandant des Volkssturms, den 21-jährigen Cyril William Sibley. Dieser war ein Angehöriger der britischen Royal Air Force, der den Abschuss seines Flugzeugs leicht verletzt überlebt hatte. Die beiden Mörder wurden 1946 durch ein britisches Militärgericht zum Tod verurteilt und anschließend hingerichtet. Für das Mordopfer wurde 2009 in Dirmstein durch Gunter Demnig ein Stolperstein verlegt.